# Прапор Оренбурзької області

Прапор Оренбурзької області

Прапор Оренбурзької області є символом Оренбурзької області. Прийнято 17 листопада 1997 року. 

## Опис
Прапор Оренбурзької області являє собою двостороннє прямокутне полотнище червоного кольору. У центрі полотнища розташований великий герб Оренбурзької області. Висота великого герба 0,6 ширини прапора. Відношення ширини прапора до його довжини 2:3. 